# تمسكي بعشيقك (فلم 1933)
تمسكي بعشيقك (بالإنجليزية: Hold Your Man) فيلم رومانسي أمريكي أنتج عام 1933، من إخراج سام وود وبطولة كلارك غيبل.

## روابط خارجية
- مقالات تستعمل روابط فنية بلا صلة مع ويكي بيانات